# Stanislav Pankov
Stanislav Pankov (* 12. Oktober 1977 in Tallinn, Estnische SSR) ist ein ehemaliger estnischer Eishockeyspieler, der einen Großteil seiner Karriere bei Tartu Kalev-Välk in der Meistriliiga spielte.

## Karriere

### Club
Stanislav Pankov begann seine Karriere als Eishockeyspieler in seiner Heimatstadt beim JSK Monstera Tallinn, für den er als 17-Jähriger in der Meistriliiga debütierte. In den Folgejahren spielte er für diverse Vereine aus Tallinn. Lediglich in der Spielzeit 1997/98, in der er beim HK Central Kohtla-Järve spielte, und in der Saison 2001/02, die beim Team der türkischen Polizeiakademie in Ankara verbrachte, war er außerhalb Tallinns tätig. 2004 gewann er mit dem HC Panter Tallinn erstmals den estnischen Meistertitel. Anschließend wechselte zu Tartu Kalev-Välk, dass sich bis 2007 noch Tartu Välk 494 nannte, und spielte dort bis zu seinem Karriereende 2012. Mit dem Team aus der traditionsreichen Universitätsstadt gewann er 2008 und 2012 zwei weitere Meistertitel.

### International
Für Estland nahm Pankov im Juniorenbereich an der U18-C-Europameisterschaft 1994, der U20-C2-Weltmeisterschaft 1995 und der U20-D-Weltmeisterschaft 1997, als er zum besten Verteidiger des Turniers gewählt wurde, teil.
Im Herren-Bereich spielte Pankov für die estnische Nationalmannschaft zunächst bei der C-Weltmeisterschaft 1997 und den B-Weltmeisterschaften 1999 und 2000. Nach der Umstellung auf das heutige Divisionensystem nahm er an der Weltmeisterschaft 2001 in der Division I und an der Weltmeisterschaft 2010 in der Division II, als den Balten der Aufstieg in die Division I gelang, teil. Zudem vertrat er seine Farben bei der Olympiaqualifikation für die Winterspiele in Turin 2006.

## Erfolge und Auszeichnungen
- 1997 Aufstieg in die C-Gruppe bei der U20-D-Weltmeisterschaft
- 1997 Bester Verteidiger bei der U20-D-Weltmeisterschaft
- 1997 Aufstieg in die B-Gruppe bei der C-Weltmeisterschaft
- 2004 Estnischer Meister mit dem HC Panter Tallinn
- 2008 Estnischer Meister mit Tartu Kalev-Välk
- 2010 Aufstieg in die Division I bei der Weltmeisterschaft der Division II, Gruppe B
- 2012 Estnischer Meister mit Tartu Kalev-Välk